# Ringkøbing-Skjern Museum

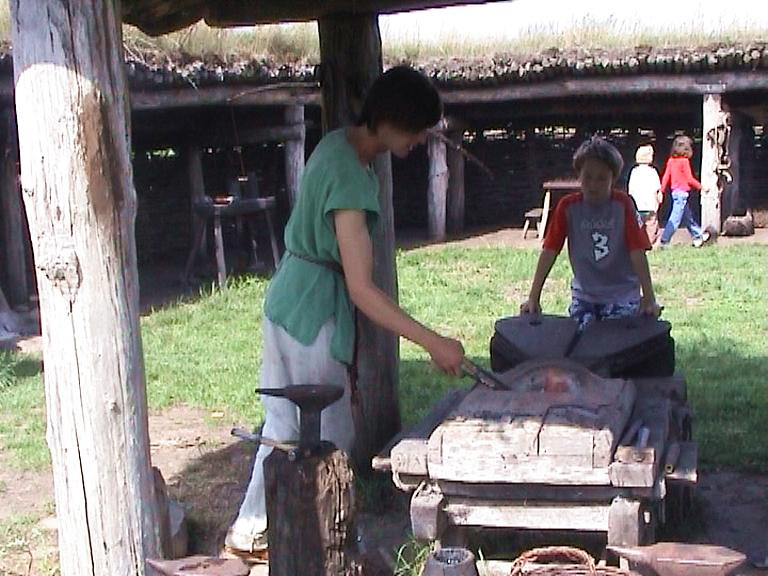
Skjern Egvad Museum – Dejbjerg Jernalder

Das Ringkøbing-Skjern Museum entstand 2007 durch eine Fusion des Ringkøbing Museums mit dem Skjern-Egvad Museum. Ersteres ist ein regionales Museum mit einer Abteilung über dänische Expeditionen und einer Islandsammlung. Letzteres ist ein Freilichtmuseum im Westen von Mittel-Jütland in Dänemark. Das Museum ist auf zehn Standorte verteilt, wobei zwei mal zwei Museumsteile so nahe beieinanderliegen. Es entspricht damit eher einem Ecomuseum als einem klassischen Freilichtmuseum.

## Lage

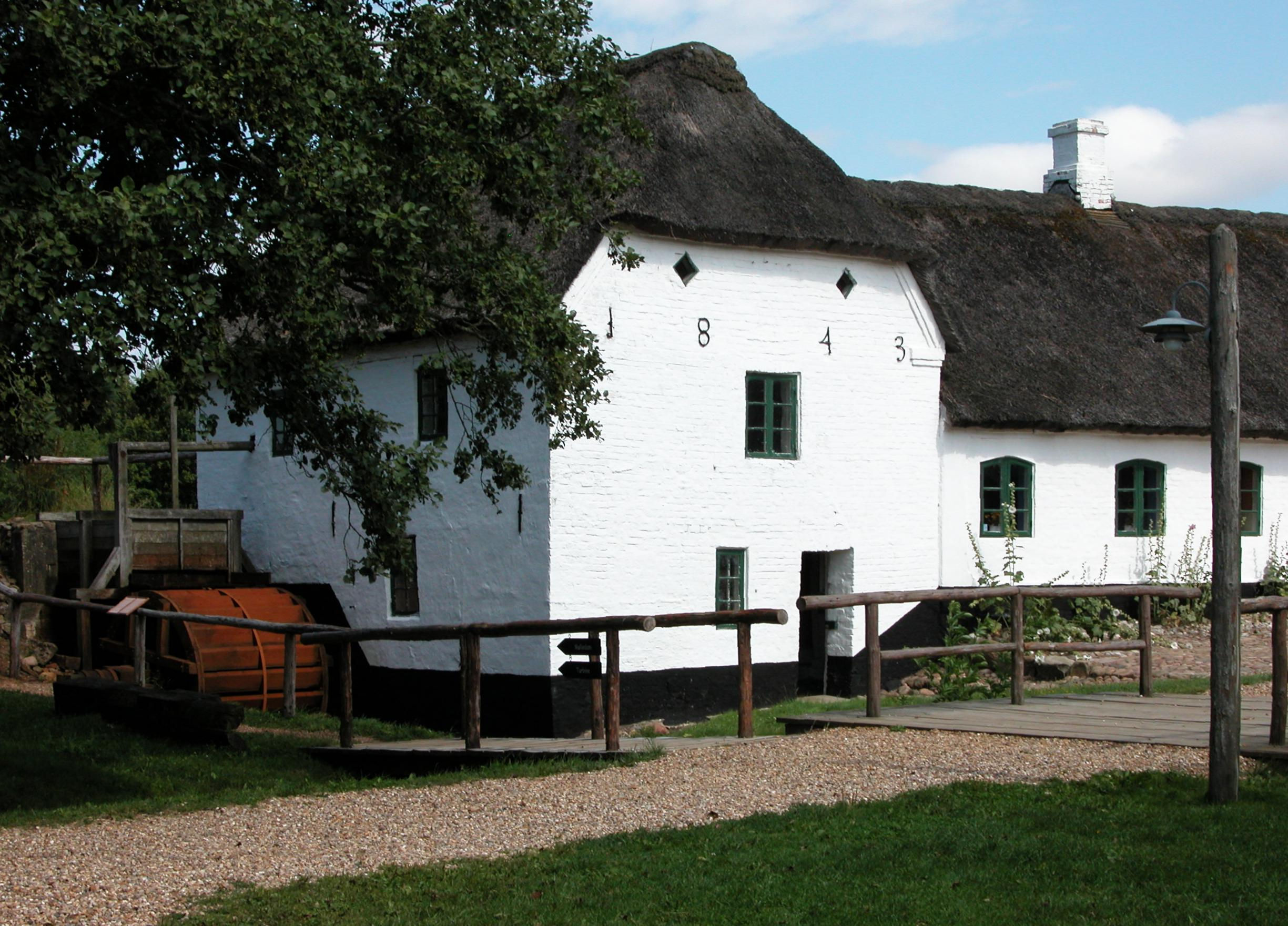
Skjern-Egvad Museum – Bundsbæk Mølle

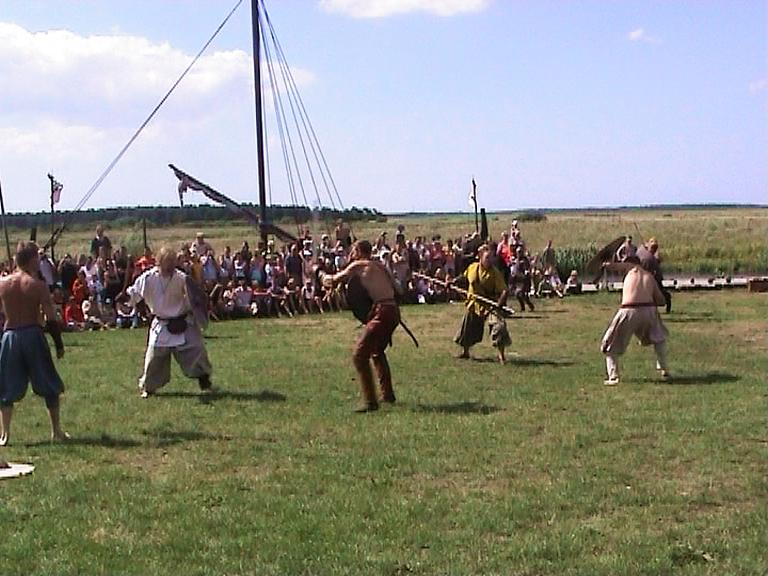
Skjern-Egvad Museum – Bork vikingehavn

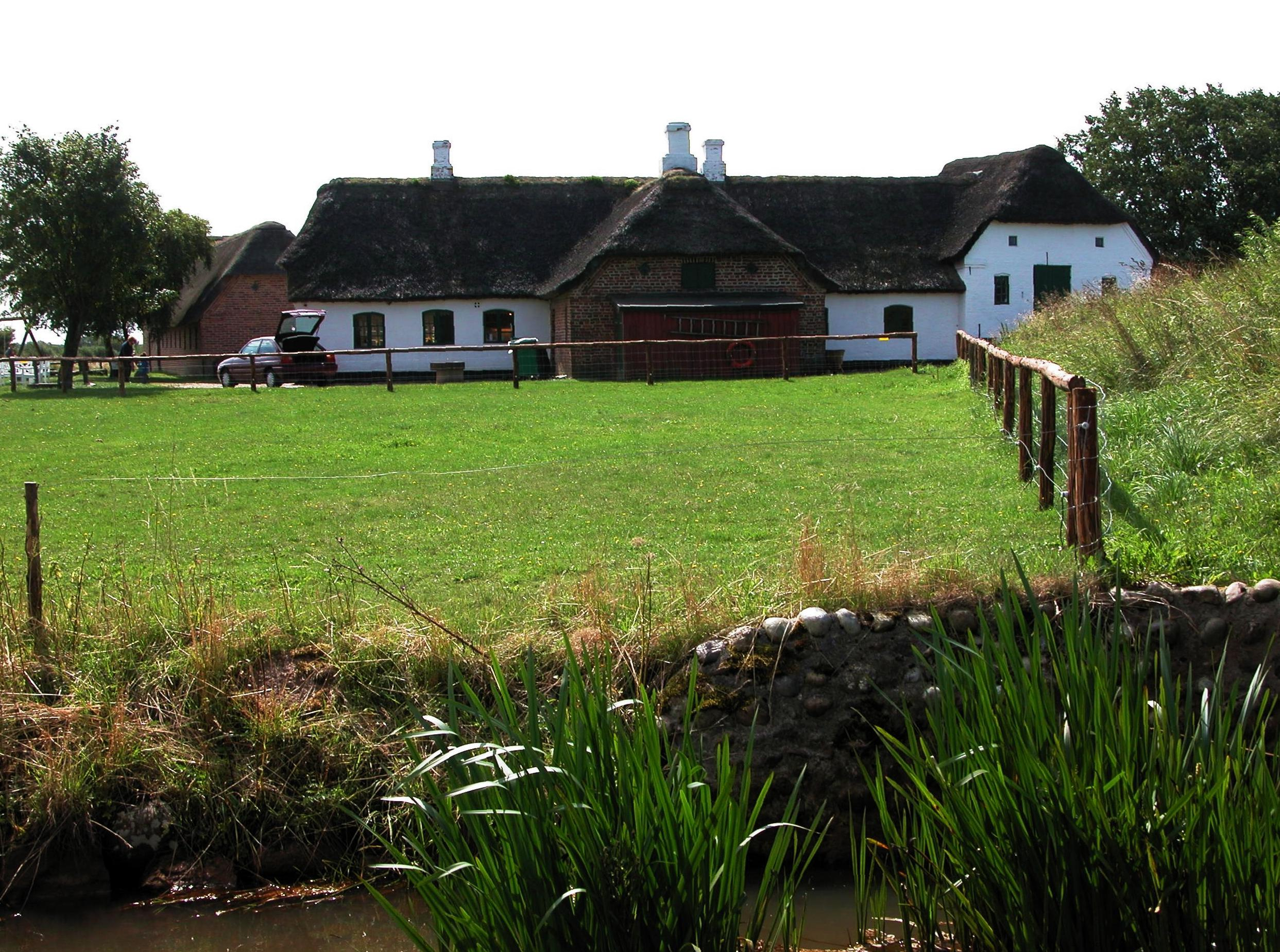
Skjern-Egvad Museum – Bundsbæk Mølle

Die einzelnen Standorte liegen in Ringkøbing und um den südlichen Teil des Ringkøbing Fjords bis nach Esbjerg im Süden.

## Teilmuseen
Das Skjern-Egvad Museum besteht aus zehn Teilmuseen (Stand 2007):
- Ringkøbing Museum in Ringkøbing
- Rekonstruierter Wikingerhafen Bork Vikingehavn am Südufer des Ringkøbing Fjords (Lage)
- In unmittelbarer Umgebung lag das historische Gasthaus Fahl Kro (am 5. September 2013 bis auf die Grundmauern niedergebrannt) (Lage)
- Rekonstruierte Eisenzeitsiedlung Dejbjerg (Dejbjerg Jernalder) bei Skjern (Lage)[1] mit der Rekonstruktion eines der beiden 1880–1883 im Dejbjerg-Moor gefundenen Prunkwagen
- In unmittelbarer Umgebung die Wassermühle Bundsbæk Mølle (Lage)
- In den Dünen auf der Landzunge zwischen Ringkøbing Fjord und Nordsee der Vierseithof des Strandhauptmanns Abelines Gaard von 1854.
- Windmühle Skjern Vindmølle (Lage)
- Gutshof Gåsemandens Gård in Hemmet
- Bauernhaus Hattemagerhuset in Tarm (Lage)
- Dorfmuseum und Naturreservat Skjern

## Attraktionen
Wie die meisten skandinavischen Freilichtmuseen ist auch Ringkøbing-Skjern Museum im Sommer – im Zeitraum der dänischen Schulferien – belebt: Die Mühlen werden mehrmals am Tag in Betrieb gesetzt, im Eisenzeitdorf und im Wikingerdorf leben und arbeiten Familien. Ein Highlight ist der Wikingermarkt Anfang August beim Wikingerhafen Bork.

## Videos
Islandpferde und Wikingerkämpfe im Wikingerhafen in Bork: